# Meant to Be
Singles de Bebe Rexha
Back to You
(2017) Home
(2017)
Singles par Florida Georgia Line
Let Me Go
(2017) Up Down
(2017)
Meant to Be (littéralement en français : Destiné à être) est une chanson de Bebe Rexha featuring Florida Georgia Line sortie en octobre 2017 et est extraite de l'album Expectations (2018).
En juillet 2021, le clip vidéo atteint le milliard de visionnages sur la plateforme YouTube.

## Composition
La chanson est co-écrite par Bleta Rexha, Tyler Hubbard, Josh Miller et David Garcia.

## Classements
| Classement (2017–18)                           | Meilleure position |
| ---------------------------------------------- | ------------------ |
| Allemagne (Media Control AG)                   | 57                 |
| Australie (ARIA)                               | 2                  |
| Autriche (Ö3 Austria Top 40)                   | 49                 |
| Belgique (Flandre Ultratop 50 Singles)         | 34                 |
| Belgique (Wallonie Ultratip Bubbling Under 50) | 12                 |
| Canada (Hot 100)                               | 7                  |
| Danemark (Tracklisten)                         | 37                 |
| États-Unis (Hot 100)                           | 2                  |
| Norvège (VG-lista)                             | 5                  |
| Nouvelle-Zélande (RMNZ)                        | 5                  |
| Pays-Bas (Nederlandse Top 40)                  | 7                  |
| Pays-Bas (Single Top 100)                      | 18                 |
| Portugal (AFP)                                 | 54                 |
| Royaume-Uni (UK Singles Chart)                 | 11                 |
| Suède (Sverigetopplistan)                      | 8                  |
| Suisse (Schweizer Hitparade)                   | 34                 |

## Certification
| Région | Certification | Ventes/Streams |
| --- | ------------- | -------------- |
| Australie (ARIA) | 4 × Platine   | 280 000        |
| Belgique (BEA) | Or            | 10 000*        |
| Danemark (IFPI) | Or            | 45 000*        |
| États-Unis (RIAA) | 11 × Diamant  | 11 000 000     |
| Nouvelle-Zélande (RMNZ) | 2 × Platine   | 60 000*        |
| Norvège (IFPI) | Platine       | 10 000*        |
| Royaume-Uni (BPI) | 2 × Platine   | 1 200 000      |
| Suède | 2 × Platine   | 80 000^        |
| Suisse (IFPI) | Or            | 15 000         |
| *Ventes selon la certification ^Mise en rayon selon la certification xNon précisé par la certification ‡ventes/streaming selon la certification |               |                |